# Saurita sanguinea
Saurita sanguinea är en fjärilsart som beskrevs av Druce 1884. Saurita sanguinea ingår i släktet Saurita och familjen björnspinnare. Inga underarter finns listade.